# Liste der Geotope im Landkreis Nordhausen
Im Landkreis Nordhausen gab es im Juni 2024 insgesamt 28 erfasste Geotope.

## Geotope

### Gesteine
| ID       | Bild           | Bezeichnung                                                  | Art | Stratigraphie                                   | Beschreibung | Gemeinde | Lage |
| -------- | -------------- | ------------------------------------------------------------ | --- | ----------------------------------------------- | --- | -------- | ---- |
| NDH_1537 |                | Diabasbruch und Erdfall Buchholz                             | nach DAHLGRÜN 1935: Grünschiefer, Tuffe, dichte Diabase; Grünschiefer: massig, teils lagenweise schiefrig oder feinkörnig bis dicht, grünlichgrau, selten violettrot streifig oder scheckig geflammt; Tuffe: grünlichgrau, mit sedimentärem Material vermengt | Metabasaltoide der Stiege-Formation („Diabase“) | Der aufgelassene Diabasbruch diente der Gewinnung von Schotter für den Straßenbau. Diabas hat als vulkanisches Ergussgestein basaltischer Zusammensetzung eine sehr hohe Dichte und Witterundbeständigkeit. Der graugrüne bis rot gefärbte Diabas ist feinkörnig bis dicht und massig geschichtet. Er bildete sich im Devon vor etwa 380 Mio. Jahren bei der Heraushebung des Variszischen Gebirges. Getrennt durch eine geologische Störung, die etwa entlang der Straße verläuft, stehen gegenüber auslaugungsfähige Gesteine des Werra-Anhydrites des Zechsteins (in Gips umgewandelte Anhydrite) an. Das über die Störung eindringende Wasser bildete Höhlen, die z. T. einbrachen und so den Kessel des Buchholzer Erdfalls bildeten. Die fachspezifische Bedeutung des Aufschlusses liegt in dem störungsbedingten Nebeneinander von Zechstein und Devon. | Harztor  | Lage |
| NDH_935  |                | Grauwacke-Steinbruch Krieger                                 | Flysch und Vorflysch: weitständige Wechsellagerung von grobklastischen, quarzitischen Bänken (Lithotyp 1) mit Ton-Silt-Schiefern (Lithotyp 2) | Oberdevon                                       | Das ehem. Steinbruchgelände gliedert sich in die etwa 3 bis 5 m über der B 81 liegende Tagebausohle und einen Rest der ohne Bermen steil aufragenden, ca. 10 m hohen ehem. Abbauwand. Der Hangfuß ist bis in etwa 5 m Höhe mit lockerem Verwitterungsschutt überlagert. Die übrigen Teile der ehemals um ca. 150 m langen Abbauwand sind waldbewachsen. Am nördlichen Ende sind geringe Reste frei von Bewuchs. Zur Straße hin liegen Abraummassen als flacher Wall. Im Steinbruch stehen unterkarbonische weitständige Wechsellagerungen von grobklastischen, quarzitischen Bänken (Lithotyp 1) mit Ton-Silt-Schiefern (Lithotyp 2) an. Der obere Teil des Aufschlusses wird von Lithotyp 1, der untere von Lithotyp 2 bestimmt. Mylonitische Massen im Hangschutt und reichlich mit Siderit verheilte Klüfte im Lithotyp 1 deuten auf tektonische Beanspruchung des Gesteinskomplexes hin. Die Gesteinsvielfalt ist auffallend mehrfarbig. Der Hangschutt bietet Fundmöglichkeiten. | Harztor  | Lage |
| NDH_942  | weitere Bilder | Kupferschiefer-Schaubergwerk „Lange Wand“ Ilfeld             | Schluff; Gips und Anhydrit, weiß, grau, in wechselnder Mächtigkeit; Kalkstein und Dolomit, grau, plattig - bankig, dicht; Mergelstein, grauschwarz - schwarz, bituminös; Konglomerat, grau, stark sandig; Porphyrit, rötlich- bis grauviolett, mürbe          | Zechstein                                       | Auf Grund der Erfahrungen des jahrhundertealten Kupferschieferbergbaus im Zechsteingürtel entlang des Südharzes begannen ab 1698 auch im Ilfelder Raum Mutungen (Antrag auf Erteilung des Abbaurechts) auf Kupferschiefer. Der Abbau wurde um 1750 mit zwei Stollen auf Kupferschiefer und in geringerem Umfang auf Kobalt und Schwerspat intensiviert. Nach Unterbrechungen der Gewinnungsarbeiten durch zusitzende Wässer und dem Bau eines Wasserstollens erlag der Abbau vollständig im Jahr 1860. Der Kupferschiefer (Unterer Werra-Ton) gehört zu den jüngsten Bildungen des Zechsteins. Dieser kohlig-bituminöse schwarzblaue Mergelstein (Schwarzschiefer) zeichnet sich durch eine schiefrige bis dünnplattige Spaltbarkeit aus. Er ist durch eine Anreicherung von Schwermetallen, insbesondere der Sulfide von Kupfer, Blei und Zink gekennzeichnet. Die Metallgehalte sind durchweg sehr gering und erreichen nur wenige Prozente. Eine erste Anreicherung von Kupfer, Blei und Zink ist während der Sedimentation des Schwarzschiefers entstanden. Im Zuge der Verfestigung, (Diagenese) der Sedimente kam es zur Umlagerung der schon vorhandenen Erzminerale und einer ersten Erhöhung des Erzmineralanteils vor allem in den unteren Bereichen des Kupferschiefers und den oberen Partien der Sandsteine. Später kam es im Zuge tektonischer Ereignisse zur Bildung von Störungen, die durch erzbringende Lösungen verfüllt wurden, wobei sich neben Baryt als Gangart vor allem auch Kobalt- und Kupferminerale bildeten. Bedeutende Erzminerale bilden hierbei Chalkopyrit (Kupferkies), Kobaltin, Tetraedrit und Arsenopyrit. Die angebotenen Führungen vermitteln einen Einblick in die Schwere der bergmännischen Tätigkeiten unter Tage, zu Abbaumethoden und zu den Lagerstättenverhältnissen. Der für Besucher zugängliche Bereich umfasst nur einen Teil des Grubenfeldes, das sich in südlicher Richtung im Berg bis hinter den geologischen Aufschluss „Lange Wand“ erstreckt. | Harztor  | Lage |
| NDH_1538 |                | Quellkuppe am Bornberg                                       | Porphyrit (Rhyodazit), dunkelrotbraun, mittelkörnige Struktur bis felsitisch, ausgeprägte Abkühlungsflächen. Nach MÜLLER 1981 und SCHNEIDER 1983 (in MÜLLER 1987, S. 211) „enthalten die Vulkanite polysynthetisch verzwillingte, zonierte Plagioklase“.      | Unterrotliegend (Autun)                         | Im ehemaligen Steinbruch am nordwestlichen Ortsrand von Osterode ist eine Quellkuppenstruktur über einem Vulkanschlot durch den Gesteinsabbau hervorragend herauspräpariert. Der Aufschluss befindet sich im Ilfelder Rotliegendbecken, das mit einer Fläche von ca. 120 km² das größte Rotliegend-Verbreitungsgebiet des Harzes ist und im Raum Ilfeld-Neustadt durch eine mächtige rhyolithischer Vulkanitserie gekennzeichnet ist. Dieser früher als „Ilfelder Porphyrit“ bezeichnete Vulkanitkomplex ist auf einer Fläche von ca. 50 km² verbreitet. Der hier anstehende Rhyodazit ist dunkelrotbraun mit einer mittelkörnig bis felsitischen Struktur und besitzt ausgeprägte Abkühlungsflächen, die zur Ausprägung der Quellkuppe führten. Entstanden ist diese durch den Aufstieg rhyolitischer Lava auf herzynisch (WNW-ESE) und eggisch (NNW-SSE) streichenden germanotypen Bruchstrukturen und das Eindringen in bereits vorher abgelagerte, jedoch noch nicht verfestigte Aschestromablagerungen. In mehreren Schüben wurde so eine domartige Struktur gebildet. Die Decken sind bis auf Reste abgetragen. | Harztor  | Lage |
| NDH_2015 | weitere Bilder | Steinkohlenbesucherbergwerk „Rabensteiner Stollen“ Netzkater | | Unterrotliegend (Autun)                         | Seit dem frühen 18. Jahrhundert wurde das bis 2 m mächtige, mit pflanzenführenden Ton- und Siltsteinen durchsetzte Kohleflöz abgebaut. Stratigraphisch wird es der Netzkater-Formation des Unterrotliegend zugeordnet. Im Bereich des Ilfelder Beckens - eines der Sammelbecken für den Abtragungsschutt des variszischen Gebirges - herrschte zu Beginn des Perms ein feucht-tropisches Klima mit üppigem Pflanzenwuchs aus dessen Pflanzenresten sich durch Überdeckung mit Schlammsedimenten (Luftabschluss) die Kohle bildete. Die Abbauversuche ab 1730, um 1880, 1921 und 1949 scheiterten letztendlich an der geringen Mächtigkeit und Qualität der Steinkohle. Die insgesamt ca. 25 m mächtigen „Kohleführenden Schichten“ sind vom Liegenden zum Hangenden folgendermaßen aufgebaut (SEIDEL 1995): Ton- und Schluffsteine (schwarz, pflanzenführend, mit bis zu 2 m mächtigem Steinkohleflöz), Sandsteine (z. T. konglomeratisch), Konglomerate (bankig im Wechsel mit Sandsteinen, Einschaltungen von pflanzenführenden Schluffsteinen, grau, sandig). Die einstündigen Führungen beginnen mit einer Grubenfahrt oder Fahrraddraisine über eine Strecke von etwa 600 m. Während der anschließenden Führung zu Fuß gibt es Erläuterungen zur Entstehung der Kohle, Abbauverfahren ohne und mit Maschinen sowie zu den damaligen Arbeitsbedingungen unter Tage. | Harztor  | Lage |
| NDH_943  |                | Steinkohlenhalde Brandesbachtal                              | Berge des ehem. Steinkohlenbergbaus: feinkörnige Sandsteine, grau, Pflanzenreste führende Schluffsteine, dunkelgrau, z. T. mit dünnen Steinkohlelagen, schwarz                                                                                                | Netzkater-Formation                             | Die Halde ist Teil des Altbergbaugebietes am Poppenberg. Der Steinkohlenabbau im Tiefbau am Nordabhang des Poppenberges / Brandesbachtal geht auf die 1. Hälfte des 18. Jh. zurück und erreichte seinen Höhepunkt zwischen 1838 und 1861 (Stollen I bis IV). In dieser Zeit wurde das Flöz auf etwa 500 m streichender Länge und auf ca. 300 m Breite abgebaut. Zeitzeugen dieses Bergbaus sind vier Halden, zwei verwahrte Mundlöcher (Stollen III, Mittlerer Stollen und IV, Oberer Stollen), eine Pinge über Mundloch und Stollen II / Friedrich-Stollen sowie ein 1993 verwahrter Schacht mit Lichtloch / Wasserstollen, Stollen I. Das Haldenmaterial besteht aus den Bergen und ist am Abhang zum Brandesbach aufgeschüttet worden. Da der Abfluss aus dem Wasserstollen an der NW-Seite der Halde ins Brandesbachtal erfolgt, kommt es zur Abspülung von Haldenmaterial. Inzwischen ist der Abflussgraben vor der Halde umgeleitet worden. Das bis 2 m mächtige abgebaute Kohleflöz wird der Netzkater-Formation des Unterrotliegend im Ilfelder Rotliegend-Becken zugeordnet. Die insgesamt ca. 25 m mächtigen „Kohleführenden Schichten“ sind nach SEIDEL 1995 vom Liegenden zum Hangenden wie folgt aufgebaut: - Ton- und Schluffsteine, schwarz, pflanzenführend, mit bis zu 2 m mächtigem Steinkohleflöz - Sandsteine, z. T. konglomeratisch - Konglomerate, bankig im Wechsel mit Sandsteinen und Einschaltungen von pflanzenführenden Schluffsteinen, grau, sandig. | Harztor  | Lage |

### Mineralien
| ID      | Bild | Bezeichnung               | Art | Stratigraphie  | Beschreibung | Gemeinde   | Lage |
| ------- | ---- | ------------------------- | --- | -------------- | --- | ---------- | ---- |
| NDH_947 |      | Alabasterbruch Rüdigsdorf | Gips, Anhydrit, vergipst, weiß, grau, fein- bis grobgeflasert, z. T. in Bänken grau, die Alabasterknollen/-kugeln mit wechselndem Durchmesser zwischen 5 und 20 cm sind an zwei graue Gipshorizonte gebunden | Werra-Anhydrit | An der hohen, annähernd senkrechten Steinbruchwand sind weiße und bräunlichgraue, feingeschichtete Gipssteine des Werra-Anhydrits (Zechstein) aufgeschlossen, die im mittleren und oberen Abschnitt der Wand zwei Horizonte mit verschieden großen schneeweißen Alabasterknollen in bräunlichgrauer Matrix aufweisen. Der untere Horizont ist ca. 2 m, der obere ca. 1,5 m mächtig. Alabaster ist ein besonders reiner und feinkristalliner Gipsstein, der sich zur Herstellung kunstgewerblicher Objekte wie Figuren und Vasen eignet. Die Alabasterknollen wurden hier im 17. bis 19. Jh. abgebaut und in Handwerksbetrieben im Großraum Ilfeld verarbeitet. | Nordhausen | Lage |

### Lagerungsverhältnisse/Tektonik
| ID      | Bild | Bezeichnung                        | Art | Stratigraphie           | Beschreibung | Gemeinde  | Lage |
| ------- | ---- | ---------------------------------- | --- | ----------------------- | --- | --------- | ---- |
| NDH_926 |      | Formsandbruch Ellrich              | Walkenried-Sandstein: Fein- bis Mittelsandstein, gering schluffig, vereinzelt größere Gesteinsbruchstücke, Farbe gelb-grau-rötlich gestreift, mürbe, Parallel- und Schrägschichtung, max. Mächtigkeit 150 m                                                | Perm                    | Der Walkenried-Sandstein erhielt lokal als sog. Formsand von Ellrich seine Bezeichnung nach seinem Verwendungszweck. Er wurde in den 30er Jahren des 20. Jh. für Gießereien abgebaut. Der Walkenried-Sandstein ist auf einer Länge von ca. 250 m aufgeschlossen. Die Wandhöhe beträgt im westlichen Bereich etwa 5 m, sie steigt in östliche Richtung auf etwa 10 m an. Im Formsandbruch sind zwei stratigraphisch aufeinander folgende Einheiten des Perm (Rotliegend und Zechstein) mit extrem unterschiedlichen Faziesentwicklungen aufgeschlossen. Der Walkenried-Sandstein " als jüngste Ablagerung des Rotliegend - ist ein Fein- bis Mittelsandstein mit einer max. Mächtigkeit von ca. 150 m. Vereinzelt enthält er größere Bruchstücke von Fremdmaterial, die Farbe variiert gelb-grau-rötlich gestreift, er ist mürbe, gering schluffig und weist Parallel- und Schrägschichtung auf. Über dem Sandsteinkomplex folgen im Aufschluss diskordant die marin geprägten basalen Schichtglieder des Zechsteins mit dem Basalkonglomerat, dem Werraton, Kupferschiefer und dem Zechsteinkalk. | Ellrich   | Lage |
| NDH_936 |      | Lange Wand Ilfeld                  | von unten nach oben; Rhyolith ist grünlichgrau gebleicht, sonst grauviolett, feinkörnig zersetzt; Konglomerat ist grau, mäßig kantengerundet, bis Mittelkiesgröße, in feinkörniger Grundmasse, gelbbraun; Tonmergel ist grauschwarz, dünnblättrig; Dolomit | Perm                    | Der Nationale Geotop „“Lange Wand„“ im Geopark Harz ist ein klassischer geologischer Aufschluss, der eindrucksvoll die Erdgeschichte im Übergang von Rotliegend zu Zechstein (Perm) sichtbar macht. Im unteren Teil des Aufschlusses am Prallhang der Bere stehen rötliche vulkanische Gesteine (Rhyolith) des Unterrotliegend (Ilfelder Becken) an, die unter aridem Klima in Äquatornähe teilweise abgetragen und danach vom Zechsteinmeer überflutet wurden. Die am unteren Hang aufgeschlossenen Rhyolithe sind grünlichgrau gebleicht, sonst grauviolett, feinkörnig zersetzt stark verwittert und gebleicht. Die darüber folgenden marinen Sedimente der Zechsteinbasis beginnen mit dem Zechsteinkonglomerat. Dieses ist als typisches Transgressionskonglomerat ausgebildet. Es ist sehr ungleichkörnig und als fein- bis grobkörniger geröllführender Sandstein einzustufen. Über dem Zechsteinkonglomerat setzt schlagartig der Kupferschiefer ein. Dieser kohlig-bituminöse schwarzblaue Mergelstein zeichnet sich durch eine schiefrige bis dünnplattige Spaltbarkeit aus. Er ist durch eine Anreicherung von Schwermetallen, insbesondere der Sulfide von Kupfer, Blei und Zink gekennzeichnet. Die Metallgehalte sind durchweg sehr gering und erreichen nur wenige Prozente. Die obersten plattigen Partien des Kupferschiefers leiten über zum Zechsteinkalk. Dieser entwickelt sich von einem Mergelstein bis zu einem typischen Kalkstein. Der Zechsteinkalk ist plattig bis bankig ausgebildet und intensiv geklüftet. Mit dem Zechsteinkalk endet die an der Langen Wand aufgeschlossene Folge. Jüngere Zechsteinschichten sind hier bereits wieder abgetragen und erst weiter südlich erhalten. Das Einfallen der Schichten in nördliche Richtung zum Harz hin und die tektonische Beanspruchung der Schichtenfolge stehen im Zusammenhang mit der Heraushebung des Harzes. Der Kupferschiefer wurde bis 1860 im nahe gelegenen heutigen Schaubergwerk „Lange Wand“ abgebaut. | Harztor   | Lage |
| NDH_944 |      | Buntsandstein-Aufschluss Kehmstedt | Wechsellagerung von grob-, feinkörnigen, mürben, dickbankigen, schlecht sortierten Sandsteinen (Quarze bis 4 mm Durchmesser, Feldspat, vorwiegend Orthoklas, lagenweise Glimmer, häufig Gesteinsrelikte) von überwiegend blassroter und hellgrauer Farbe.  | Volpriehausen-Sandstein | Der im ehem. Sandsteinbruch Kehmstedt aufgeschlossene Basissandstein der Volpriehausen-Folge ist einer der mächtigsten Sandsteinhorizonte im Mittleren Buntsandstein und ist daher als Rohstoff für die Bauindustrie genutzt worden. Darüber hinaus ist er ein bedeutender Grundwasserspeicher in Nordthüringen. Unter geringmächtig ausgebildetem Mutterboden ist an der nördlichen senkrechten Tagebauwand über eine geschätzte Höhe zwischen 5 und 8 m ein Teilabschnitt des etwa 20 m mächtigen Volpriehausen-Sandsteins in einer Wechsellagerung von grob-, feinkörnigen, mürben, dickbankigen, schlecht sortierten Sandsteinen (Quarze bis 4 mm Durchmesser, Feldspat, vorwiegend Orthoklas, lagenweise Glimmer, häufig Gesteinsrelikte) von überwiegend rötlicher Farbe. aufgeschlossen. Die ruhigen Lagerungsverhältnisse sind durch ein flaches Schichteneinfallen von 2–4° nach Süden gekennzeichnet. Die Schichtenfolge bildet bei Kehmstedt deutlich eine etwa Ost-West verlaufende Geländestufe. Der Mittlere Buntsandstein besteht vorwiegend aus fluviatilen Sedimenten, die in einem sonst weitgehend ariden, ebenen Becken abgelagert wurden. Der klimatisch bedingte mehrfache Wechsel in der Sedimentation von reinen, meist rot gefärbten Sandsteinen (Ablagerungen verzweigter Flussrinnen), feinklastischen Sedimenten mit Sandsteinlagen (Hochwassersedimente, Seeablagerungen) wird zur stratigraphischen Untergliederung des Mittleren Buntsandsteins genutzt. Die wirtschaftliche Nutzung der Sandsteinabfolge war auf die Gewinnung von Brechsand für die Bauindustrie ausgerichtet. Die Aufbereitung erfolgte seinerzeit vor Ort. | Kehmstedt | Lage |

### Fluviatile und gravitative Abtragungs- und Ablagerungsformen
| ID      | Bild | Bezeichnung                                  | Art | Stratigraphie       | Beschreibung | Gemeinde    | Lage |
| ------- | ---- | -------------------------------------------- | --- | ------------------- | --- | ----------- | ---- |
| NDH_925 |      | Vogelbergklippen bei Bleicherode             | Mergelkalke, knaurig, wellig, feinschichtig, flasrig, mit geringmächtigen Lutit-, Arenit- und Ruditbänken, graue und gelbgraue Farben, stark klüftig, Mächtigkeit ca. 40 m                                                                                     | Unterer Muschelkalk | Die Vogelbergklippen sind ein bis ca. 20 m hoher Teil der Schichtstufe, die von den Kalk,- Kalkmergel- und Tonsteinen des Unteren Muschelkalks im hanghöchsten Teil der Bleicheröder Berge gebildet werden. Sie sind der nördliche Abbruch der Teufelskanzel und des Vogelberges, die sich im Südostteil der Bleicheröder Berge befinden. Unmittelbar unterhalb des Plateaurandes befinden sich mehrere ehemalige kleine Steinbrüche mit senkrechten Wandhöhen um 5 bis 8 m. In diesem derzeit nicht zugänglichen Bereich sind mindestens zwei deutlich ausgeprägte Abrisslinien erkennbar (1998). Teile der Felswand haben sich hier vom Plateaurand gelöst und bewegen sich talwärts, da vernässte Tonsteine des unterlagernden Röt (Oberer Buntsandstein) als Gleithorizont wirken. Am Fuß der Klippen sind in Reihe wiederholt dolinenartige runde bis ovale Einsenkungen im Steilhang erkennbar, die auf Subrosion der Gipse im Röt zurückzuführen sind. Gleichzeitig entsteht die Instabilität, die das Abgleiten von Wandbereichen des Klippengebietes begünstigt. | Bleicherode | Lage |
| NDH_937 |      | Melaphyraufschluss Forsthaus Sündlitz Ilfeld | Nach Müller 1981 in Müller 1987, S. 210 ff: Nach Auswertung von 5 Proben im Streckeisen-Diagramm handelt es sich um quarzführende Latite mit Alkalitendenz, deren Niggli-Werte dem kalidioritischen Magmentyp entsprechen.                                     | Perm                | Der Melaphyraufschluss ist eine unterschiedlich gut durch Erosion und Verwitterung herauspräparierte Felswand, die über die beträchtliche Länge von ca. 20 m den unmittelbaren Zugang zu einem mehr als 290 Mio. Jahre alten (Rotliegend) erdgeschichtlich interessanten Zeitabschnitt im Ilfelder Rotliegend-Becken ermöglicht. Die Gesteinsvarietäten wechseln von Süden (dicht) nach Norden (Mandelstein), wobei tuffitische Ablagerungen vor allem im mittleren Teil des Aufschlusses anstehen. Nach Müller (1981) handelt es sich nach Auswertung von 5 Proben im Streckeisen-Diagramm um quarzführende Latite mit Alkalitendenz. Latite sind vulkanische Gesteine mit den Hauptgemengteilen Plagioklas, Sanidin und Pyroxen die in einer feinkörnigen bis dichten Grundmasse liegen. | Harztor     | Lage |
| NDH_952 |      | Wieda-Aue östlich Obersachswerfen            | Pleistozän: Schotter von Harzgesteinen, Grobkies- bis Steingröße, im Auenbereich von geringmächtiger Schwemmlehmdecke, braun überlagert; Staßfurt-Folge: Der z2D bildet streckenw. die morphol. bis ca. 3–5 m über den Auenbereich ansteigende südl. Böschung. | Quartär             | Der als Geotop ausgewiesene Abschnitt der Wieda-Aue beginnt ca. 700 m östlich von Obersachswerfen und erstreckt sich flussab auf etwa 400 m Länge. Es handelt sich um eine erosions- und auslaugungsbedingte Talbildung mit Aufschotterung vom Harz her. Die Aue hat in diesem Bereich eine Breite von etwa 500 m und einen flach nach N ansteigenden Talhang. Der südliche Talhang zeigt eine deutliche Terrassenbildung. In der Böschung von der Nieder- zur Mittelterrasse steht auf einem Teilstück von etwa 100 m nackter Karst des stark ausgelaugten Staßfurtkarbonats des Zechsteins an, der jetzt über dem Wieda-Niveau liegende Ponore (Schlucklöcher) aufweist. Bereits auf dem N "S verlaufenden Abschnitt der Wieda ab der Straßenbrücke sind im kiesigen bis steinigen Flussbett mehrere Versinkungsstellen vorhanden. Am jeweiligen Prallhang ist es dabei zur Lehmablagerung gekommen. | Hohenstein  | Lage |

### Lösungsbedingte Abtragungs- und Ablagerungsformen
| ID       | Bild           | Bezeichnung                                       | Art | Stratigraphie         | Beschreibung | Gemeinde   | Lage |
| -------- | -------------- | ------------------------------------------------- | --- | --------------------- | --- | ---------- | ---- |
| NDH_927  |                | Kelle                                             | Gips, weiß-grau, feinkristallin-grobspätig, unregelmäßige Struktur, an der Oberfläche stark angelaugt, stark klüftig | Perm                  | Die Kelle bei Appenrode, erstmals 1591 in einem Brief erwähnt, bildete damals eine 85 m lange Gips-Karsthöhle mit einem See und einer kleinen Deckenöffnung. Bedingt durch die fortschreitende Subrosion im anstehenden Werra-Anhydrit (Zechstein) präsentiert sie sich heute als ein durch eine Naturbrücke zweigeteilter Erdfall und einer halb offenen Grotte mit einem Höhlensee. Im Umfeld der Kelle weisen mehrere tiefe Dolinen auf die aktiv fortschreitenden Prozesse im anstehendem weiß-grauen, durch graue Tonlagen gebänderten flasrigen Gips hin. Die senkrechten Wände der Grotte sind durch starke Klüftung einsturzgefährdet. Die Kelle war in der Zeit vor der Reformation Wallfahrtsort zur damals vorhandenen Johanniskapelle am Höhlensee, seit der Zeit der Romantik im 19. Jh. ist sie ein beliebtes Ausflugsziel. | Ellrich    | Lage |
| NDH_2009 | weitere Bilder | Schauhöhle „Heimkehle“ Uftrungen                  | | Zechstein             | Die Heimkehle, 1357 erstmals erwähnt, befindet sich in einer aktiven Sulfatkarst-Landschaft südlich des Harzes im nordöstlichen Bereich des Waldgebietes „Alter Stollberg“. Sie ist durch Subrosion in der mächtigen Gips- und Anhydritabfolge des Zechsteins (Staßfurt-Leine-Anhydrit) entstanden. Sie gilt als heute noch aktive Karsthöhle. Ab 1920 für den Besucherverkehr freigegeben, wurde die Höhle 1944 von 1 500 Häftlingen im Außenlager „Heinrich“ des KZ Mittelbau Dora (Nordhausen-Salza) zu einer Rüstungsfabrik ausgebaut. Trotz der Sprengung der Zugänge 1946 können seit 1954 wieder 650 m von insgesamt ca. 2000 m Höhlengängen für Führungen und Veranstaltungen in der Heimkehle genutzt werden. Der größte Raum, der Große Dom, hat einen Durchmesser von rund 65 Metern und ist etwa 22 Meter hoch. | Görsbach   | Lage |
| NDH_1539 |                | Ketterlöcher Limlingerode                         | Unterer Buntsandstein: Sandsteine, hellrotbraun, feinkörnig, im Wechsel mit Tonsteinen, rotbraun, in mehreren Horizonten Kalksandsteine; Zechstein: Residualbildungen von Werra-Folge z1 bis Aller-Folge z4 durch Auflösung/Ablaugung sulf. u. karb. Gesteine. | Unterer Buntsandstein | Die „Ketterlöcher“ östlich Limlingerode sind an einer herzyn verlaufenden Störung im Bereich des Unteren Buntsandsteins durch Auslaugung der ab ca. 70 m u. Gel. anstehenden Gesteine des Zechsteins entstanden. Der Materialschwund hat hier ein nach Größe, Form und Tiefe vielfältig gegliedertes Erdfallgebiet bewirkt: - in Großsenken eng aneinander gereihte kleine trichterförmige Erdfälle - langgestreckte Einbrüche und dann wasserführend, - von der nördlich verlaufenden Bachaue her von der Erosion bereits erfasste, randlich angeschnittene und daher halbkreisförmige Erdfälle. PUTSCHKUS, F. 1993 formulierte hierfür den Sachverhalt der „Linearen Erdfallketten“, der ursächlich ausschließlich dem Sulfatkarst (Werraanhydrit - A1, Basalanhydrit - A2, Hauptanhydrit - A3) zuzuordnen ist. | Hohenstein | Lage |
| NDH_298  |                | Steinsee-Erdfälle Liebenrode                      | Unterer Buntsandstein: Sandsteine (hellrotbraun, feinkörnig), Staßfurt-Folge: Gips (weiß, grau, teilweise stark verkarstet), Liegendes: Zechstein: Residualbildungen durch Auflösung sulfatischer und karbonatischer Gesteine                                  | Perm                  | Die Steinsee-Erdfälle, eine Gruppe von acht, annähernd linienhaft angeordneten und +/- kreisrunden Erdfällen unterschiedlicher Größe und Wasserführung, vermitteln die übertägigen Auswirkungen der Auslaugungsvorgänge, die in 100 bis max. 150 m Tiefe in der salinaren Schichtenfolge des Zechsteins (Gips, Anhydrit, Salz) unter Buntsandsteinüberdeckung ablaufen. Die Intensität dieser Vorgänge wird durch eine aus dem Raum südlich Liebenrode über Günzerode bis nach Nordhausen herzyn (WNW-ESE) verlaufende Störungszone aufgrund erhöhter Wasserwegsamkeit begünstigt. Übertägig sind die Auslaugungserscheinungen im Zechstein an der ca. 350–400 m östlich der Erdfälle steil aufragenden, etwa N-S verlaufenden Gipswand/Staßfurtanhydrit zu beobachten: ehem. Ponore, Residualbildungen, Erdfälle auf dem Plateau der Steilwand. Das räumliche Nebeneinander von Unterem Buntsandstein und der Staßfurt-Folge des Zechsteins kann nur störungsbedingt erklärt werden, d. h. dass das die Auslaugung begünstigende hydrogeologische System hier durch rheinisch (NNE-SSW) streichende tektonische Elemente unterstützt wird. Dafür spricht auch die weitreichende N-S verlaufende Talbildung, über die teilweise der Steinbach entwässert. Die Steinsee-Erdfälle Mönchsse, Grubenloch und Opfersee sind untereinander durch Kanäle zur Wasserstandsregulierung verbunden. Der etwa 400 m westlich gelegene Rösselsee liegt niveaumäßig über diesen. Auswirkungen der Subrosion im Zechstein sind auch außerhalb der Geotope an der ca. 350 m – 400 m östlich der Erdfälle steil aufragenden, etwa N-S verlaufenden Gipswand (Staßfurt-Anhydrit) zu beobachten: ehem. Ponore, Residualbildungen, Erdfälle auf dem Plateau der Steilwand. | Hohenstein | Lage |
| NDH_954  |                | Rüdigsdorfer Schweiz                              | Lithotyp 1: Sulfate/Gipse mit unterschiedl. hohem Anteil an tonigen u. sandigen Komponenten, weiß grau (z1 und z2) Lithotyp 2: Karbonate (z1 und z2) Lithotyp 3: Tonsteine (z4 - z8) Lithotyp 4: Fein- bis Mittelsandsteine (suCTS) Lithotyp 5: Schluffe (qhl) | Perm                  | Die Rüdigsdorfer Schweiz ist ein Gebiet mit ausgeprägtem und rezent wirksamen Gipskarst. Es gehört zu den kleinsten Schweizen in Deutschland und wurde von der EU zum zu schützenden Naturerbe erklärt. Die geologischen und damit verknüpfte naturschutzfachliche Besonderheiten des NSG (Karst-Buchenwald, Trockenrasen) leiten sich aus der Lage im Verbreitungsgebiet verschiedener verkarstungsfähiger Zechsteinabfolgen ab: Werra-Anhydrit (Gips, Anhydrit) und Staßfurt-Karbonates (Dolomite, Stinkschiefer). Eine Vielzahl von Karsterscheinungen wie Dolinen, Erdfälle, Karsthöhlen, Karstspalten, Karstquellen und Schwinden des Rüdigsdorfer Baches prägen das Erscheinungsbild des Gebietes. Durch das nordöstlich und morphologisch höher gelegenen Teil des Gebietes verlaufenden drei herzynische Störungen, die die Subrosionsvorgänge begünstigen Die Rüdigsdorfer Schweiz wird morphologisch von drei annähernd Ost-West verlaufenden mäßig abfallenden, steilwandigen Trockentälern mit rasch auslaufenden steilwandigen Seitentälern stark gegliedert. Im Ostteil der Rüdigsdorfer Schweiz steht nördlich der „Weißen Köpfe“ an einer erzgebirgisch streichenden Störung eine kleine Scholle Unterer Buntsandstein mit Bröckelschiefer und Rogensteinhorizonten an (Calvörde-Formation). Der Rüdigsdorfer Bach als Teil des hydrodynamischen Karstsystems im NSG, zeigt in Abhängigkeit vom Niederschlagsgeschehen und der Auffüllung der unterirdischen Karsthohlräume nur gelegentlich streckenweise oberirdischen Abfluss. Seine Quelle am Dorfplatz ist als Feuerlöschteich ausgebaut. Innerhalb der Ortslage ist der Rüdigsdorfer Bach verrohrt und wird dann in den Straßengraben Richtung Krimderode eingeleitet. Stetiger Grundwasserabfluß ist erst an der Südwestgrenze der Rüdigsdorfer Schweiz am Steilhang gegenüber der KGA „Braune Erde“ Krimderode aus einer sichtbaren Karstspalte im Gips vorhanden. | Nordhausen | Lage |
| NDH_928  |                | Sattelköpfe und Igelsumpf bei Woffleben/Hörningen | Die Abfolgen liegen in beckenrandnaher Fazies ohne Salinar vor. Steilhang südlich im Igelsumpf: Gips, weiß, oberflächl. angelaugt; Sattelkopf, westl. und nördl. Abhang: Gips, weiß, graubraune Tonlagen; Sattelkopf (Kamm): Dolomit, grau und braun, brekziös | Perm                  | Das NSG "Sattelköpfe" befindet sich unmittelbar südl. der Wieda-Aue und besteht aus zwei, durch eine tiefe Eintalung getrennte Geländeteile, durch die die Straße von Woffleben nach Hörningen verläuft. Der östliche Teil umfasst den für das NSG namengebenden Sattelkopf ab östlich der Straße Woffleben " Hörningen, einen sich über ca. 1 km Länge erstreckenden Höhenzug bis zum Beginn der Eintalung, die Sattelkopf und Kohnstein trennt. Der westliche Teil mit dem "Igelsumpf" am nördlichen Rand erstreckt sich über die Haardt, den Hainberg und zwei weitere nicht benannte Bergkuppen. Das Gelände weist einen steilen, morphologisch reich gegliederten Nordabfall und eine flachwellige Südflanke auf. Die morphologische Erscheinungsvielfalt ist die Folge der intensiven Verkarstung der anstehenden sulfatischen und dolomitischen Gesteine des Zechsteins (Werra- und Staßfurt-Folge). Diese liegen in beckenrandnaher Fazies ohne Salinar vor. Folgende Gesteine sind aufgeschlossen: Sattelkopf, westlicher und nördlicher Abhang: Gips, weiß, graubraune Tonlagen; Sattelkopf (Kamm): Dolomit, grau und braun, brekziös. Steilhang südlich im Igelsumpf: Gips, weiß, oberflächlich angelaugt; Die steile Nordseite ist gleichzeitig die südliche Flanke der Wieda-Aue. Die fortschreitende Verkarstung dokumentiert sich durch kleine, oft in Reihe angeordnete Erdfälle auf den Topbereichen, so wie entlang des südlich des Geotops Sattelköpfe verlaufenden Weges. | Nordhausen | Lage |
| NDH_299  | weitere Bilder | Seelöcher bei Kleinwechsungen                     | Unterer Buntsandstein: Sandsteine, feinkörnig, hellrotbraun, im Wechsel mit Tonsteinen; Zechstein: Residualbildungen von Werra-Folge z1 bis Aller Folge z4 durch Auflösung/Ablaugung sulfatischer (Anhydrit/Gips) und karbonatischer (Dolomit) Gesteine        | Unterer Buntsandstein | Die Seelöcher sind eine Gruppe von 3 Erdfällen im Verbreitungsgebiet des Unteren Buntsandsteins, die in Nähe des südwestlichen Topbereichs des Seeberges linear in West - Ost " Richtung angeordnet sind. Das östlich gelegene Große Seeloch hat einen Durchmesser von ca. 180 m. Der Rand ist waldbestanden, es ist kein oberirdischer Zu- oder Abfluss vorhanden. Das Kleine Seeloch (Ø ca. 50 m) ist trocken und durch dichtes Gehölz unzugänglich, das Moosloch (Ø ca. 100 m) führt in Abhängigkeit von Niederschlägen etwas Wasser, die Steilhänge sind locker baumbestanden, Zugang ist möglich. Infolge Subrosion des Salinars (Gips, Anhydrit, Salz) des den Unteren Buntsandstein unterlagernden Zechstein und die tektonische Zerrüttung der Gesteinskomplexe durch NW "SE (herzyn) streichende Störungen in diesem Gebiet sind die Einbrüche erfolgt. Die Seelöcher liegen in Streichrichtung südöstlich der im Gebiet der Steinsee-Erdfälle übertägig nachgewiesenen Störung. | Werther    | Lage |
| NDH_953  |                | Ziegenlöcher bei Pützlingen                       | Zechstein: Residualbildungen von Werra-Folge z1 bis Aller-Folge z4 durch Auflösung/Ablaugung sulfatischer (Anhydrit/Gips) und karbonatischer (Dolomit-)Gesteine; Unterer Buntsandstein: Sandsteine, hellrotbraun, feinkörnig, im Wechsel mit Tonsteinen;       | Perm                  | Bei den Ziegenlöchern handelt es sich um Erdfälle im Verbreitungsgebiet der Bernburg-Folge mit Rogensteinhorizonten (Unterer Buntsandstein). Östlicher Erdfall: Naßstelle im Sohlenbereich (Trockenjahr 2018), leicht ovale Erstreckung in N-S-Richtung von etwa 90 × 80 m, Abrissspalten am steil einfallenden SE-Bereich. Vom nördlichen Rand erstreckt sich in Richtung zur Helme-Aue eine ca. 80 m breite, um 1,5 m bis 2 m Tiefe deutlich abgesenkte Rinnenstruktur, die kurz vor dem Auenbereich leicht wieder ansteigt. Westlicher Erdfall: trocken, Steilflanken, Ø ca. 80 × 70 m, tiefer als östlicher Erdfall. Eine am Erdfall beginnende Rinnenstruktur in nördliche Richtung zur Helme-Aue hin ist auch hier im Ansatz erkennbar, aber weitaus flacher und kürzer. Die Ziegenlöcher sind genetisch den „Linearen Erdfallketten“ zuzuordnen, deren Ursache in der „subterranen Auflösung“ (WEBER 1930) sulfatischer und karbonatischer Gesteine des Zechsteins im Einflussbereich herzyn (WNW-ESE) verlaufender Störungen mit verstärkter Wasserwegsamkeit liegt. Im Bereich des Ziegenberges ist eine solche Störung zwar nicht kartiert, es liegt jedoch die Vermutung nahe, dass die südlich der Ortslage Hohnstein (Hofstatt-Berg) herzyn verlaufende Störung eine südöstliche Fortsetzung über die Ziegenlöcher, den kartierten Erdfall am Rolandsberg und am Ortsrand von Haferungen hat. In NW-licher Streichrichtung dieser Störung lässt eine ausgeprägte Erdfallkette auf den weiteren Verlauf auch in dieser Richtung schließen. | Werther    | Lage |

### Verwitterungsformen
| ID      | Bild           | Bezeichnung               | Art | Stratigraphie                                      | Beschreibung | Gemeinde | Lage |
| ------- | -------------- | ------------------------- | --- | -------------------------------------------------- | --- | -------- | ---- |
| NDH_297 |                | Klippen im Steinmühlental | Rhyolith, braunrote Farben, dicht, abschnittsweise kleinstückige Absonderungsflächen bzw. Verwitterungsstrukturen, überwiegend vertikales Klüftungsgefüge | Unterrotliegend (Autun)                            | Das Klippengebiet befindet sich im südwestlichen Harzrandbereich in einem NW - SW verlaufenden Abschnitt des nach NE ansteigenden Steinmühlentales. Das Geotop wird talauf durch das Aschertal und talab durch das Kuhtal begrenzt. Das Tal wird durch den Fuhr-Bach entwässert. Die attraktivsten Felsnadeln und -türme befinden sich auf einem ca. 150 m langen Abschnitt im Bereich einer Engstelle des Tales. Sie sind Reste einer ehemals in diesem Gebiet geschlossenen vorhandenen, sich über ca. 50 km² ausdehnenden und nach SEIDEL etwa 298 bis 299 Mio. Jahre (Unteres Rotliegend) alten Rhyolithdecke. Nach BÜTHE 1996 bildeten vor allem die ignimbritischen Aschenstrom-Absätze mit ihrer vertikal orientierten Abkühlungsklüftung und den z. T. hexagonal entwickelten Querschnitten die Voraussetzung für die durch Erosionsvorgänge ausgelöste, morphologisch markante Klippen- und Felsbildung. Klippen wie im Steinmühlental sind im Verbreitungsgebiet der Rhyolithe des Ilfelder Rotliegendbeckens keine Seltenheit und wiederholt anzutreffen. Die Bezeichnung „Steinmühlental“ geht auf die im Unteren Abschnitt des Tales nachgewiesene Herstellung von Mühlsteinen zurück. | Ellrich  | Lage |
| NDH_933 | weitere Bilder | Felsentor Neustadt        | Rhyolith, rotbraun dicht bis felsitisch, mit deutlich ausgebildeten +/- senkrechten Abkühlungsflächen. Sie enthalten polysynthetisch verzwillingte, zonierte Plagioklaseinsprenglinge (An-Gehalt in den Außenzonen bis 20 %), Sanidineinsprenglinge und Quarze | Perm                                               | Das Felsentor bei Neustadt ist ein klammähnlicher Durchbruch eines nach Südwesten fließenden Baches durch die massigen rhyolithischen Gesteine des Ilfelder Rotliegendbeckens. Es liegt ca. 600 m nordöstlich von Neustadt zwischen dem östlich angrenzenden Bergrückens mit den minimalen Resten der Ruine Heinrichsburg und westlich des Grase-Berges. Die „Felsentor“-Wände sind Teil einer Rhyolithdecke. Sie sind teils senkrecht ausgebildet, teils haben sie einen unregelmäßigen Verlauf. Die Rhyolithe sind das Produkt vulkanischer Tätigkeit, die im Unterrotliegend einen bis zu 300 m mächtigen und über 50 km² großen Deckenerguss entstehen ließen. Im Niveau des Baches ist feinkörniger bis grobstückiger Verwitterungsschutt des Rhyoliths über dem Anstehenden in wechselnder, überwiegend geringer Mächtigkeit abgelagert. Der Rhyolith ist rotbraun, dicht bis felsitisch und hat deutlich ausgebildete +/- senkrechte Abkühlungsflächen. Dem Weg durch das Felsentor folgend gelangt man in das ehemalige Neustädter Steinkohlenrevier. Die Gewinnung der aus dem Grenzbereich Oberkarbon/Rotliegend stammenden aschereichen Kohlen begann etwa um 1730 und erfolgte meist untertägig. Der Abbau wurde in Notzeiten wiederholt betrieben. Pingen weisen auf den Zusammenbruch der Stollen hin. | Harztor  | Lage |
| NDH_934 |                | Gänseschnabel bei Ilfeld  | Rhyolith (Porphyrit), dunkelrotbraun, grobkörnig (im zugänglichen Fußbereich der Felsnadel) | Limbach-Subformation: Rhyolith und Alkali-Rhyolith | Der Gänseschnabel ist eine bizarre Verwitterungsform der in weiten Teilen erodierten Rhyolithdecke des Ilfelder Rotliegendbeckens. Diese ist das Produkt vulkanischer Tätigkeit, die einen bis zu 300 m mächtigen und über 50 km² großen Deckenerguß entstehen ließ. Charakteristisch sind hohe Kaliumgehalte von 7 %. Das Alter des Rhyolithes liegt zwischen ca. 290 und 298 Mio. Jahre und wird dem Unterrotliegend zugeordnet. Als Ilfelder Becken wird das etwa 120 km² große Vorkommen von vorwiegend Rotliegendsedimenten und -magmatiten am südlichen Harzrand zwischen Hermannsacker im E und Bad Sachsa im W bezeichnet. Der Gänseschnabel befindet sich inmitten eines Waldgebietes und ist landschaftlich unauffällig, d. h. die Felsnadel ist erst unmittelbar vor ihrem Standortbereich frei sichtbar. Es handelt sich um ein bekanntes Wanderziel in der Umgebung von Ilfeld. | Harztor  | Lage |
| NDH_938 | weitere Bilder | Nadelöhr bei Ilfeld       | Rhyolith, rotbraun, violettbraun, dicht bis mittelkörnig, stark klüftig | Limbach-Subformation: Rhyolith und Alkali-Rhyolith | Das „Nadelöhr“ ist Teil einer steilen Felswand über der Bere. Es ist im Zuge der Abkühlung der Rhyolithdecke des Ilfelder Beckens und nachfolgender Verwitterungsvorgänge entstanden. Es handelt sich beim „Nadelöhr“ um eine unregelmäßig verlaufende, etwa 2,5 m lange nach Süden geneigte Öffnung im anstehenden Rhyolith. Der Rhyolith ist das Produkt vulkanischer Tätigkeit, die einen bis zu 300 m mächtigen und über 50 km² großen Deckenerguss entstehen ließ. Charakteristisch sind hohe Kaliumgehalte von 7 %. Das Alter des Rhyolithes liegt zwischen ca. 290 und 298 Mio. Jahre und wird dem Unterrotliegend zugeordnet. Als Ilfelder Becken wird das etwa 120 km² große Vorkommen von vorwiegend Rotliegendsedimenten und -magmatiten am südlichen Harzrand zwischen Hermannsacker im E und Bad Sachsa im W bezeichnet. Das „Nadelöhr“. ist in das historische Brauchtum (Fuhrmannsprüfung) und in die Literatur über den Harz eingegangen. Es ist ein ausgewiesenes Wanderziel. | Harztor  | Lage |